# Ігнашкино (Гірськомарійський район)
Ігна́шкино (рос. Игнашкино, марій. Игнашкин) — присілок у складі Гірськомарійського району Марій Ел, Росія. Входить до складу Озеркинського сільського поселення.

## Населення
Населення — 18 осіб (2010; 36 у 2002).
Національний склад (станом на 2002 рік):
- марі — 78 %